# ジャンド・フックス
ジャンド・プラ・フックス（Jeando Pourrat Fuchs  ,  1997年10月11日 - ）は、カメルーン・中央州ヤウンデ出身のプロサッカー選手。スコティッシュ・プレミアシップのダンディー・ユナイテッドFCに所属している。ポジションはMF。

## 来歴
ユース時代をFCミュルーズなどで過ごし、2014年にFCソショー＝モンベリアルに入団。Bチームを経て2015年にトップチームに昇格。リーグ戦100試合以上に出場するなど、ソショーの主力選手として活躍。
2019年6月18日、デポルティーボ・アラベスと4年契約を締結したことが発表された。
2020年10月、ダンディー・ユナイテッドFCに2年契約で移籍した。

## 代表経歴
ユース世代はフランス代表で出場していたが、2018年に出身地であるカメルーン代表でプレーすることを決断。同年11月20日のブラジル戦で、カメルーン代表デビューを果たした。